# Positius
Positius és una pel·lícula de drama espanyola per televisió del 1987 dirigida per Judith Colell i Pallarès i protagonitzada per Montse Germán i Mercedes Sampietro que aborda l'experiència de dues dones afectades pel VIH/sida. Està basat en el llibre Més vides, de Bonaventura Clotet i Cecilia Alcaraz. Produïda per Televisió de Catalunya i Ovideo amb col·laboració de la Conselleria de Salut de la Generalitat de Catalunya i l'Institut Català de les Indústries Culturals (ICIC). Ha estat doblada al català i es va estrenar al Canal 33 l'1 de desembre de 2007, coincidint amb el Dia Mundial de la Sida,

## Sinopsi
Les protagonistes són la Vero i la Glòria, i les dues són afectades del Virus de la immunodeficiència humana (VIH). La Vero és jove, treballa com a advocada, viu sola en un pis del barri de Gràcia, i es mou en un ambient de classe social mitjana. És portadora del virus i no ha desenvolupat la sida, raó per la qual no es medica, però el seu xicot Xavier l'abandona quan se n'assabenta. La Glòria té 60 anys, viu en un petit pis del Carmel amb el seu fill Rober i té el virus: es medica i reacciona bé al tractament, tot i que amb alguns efectes secundaris. A nivell personal, tanmateix, la porta en total clandestinitat a causa de les pors i els prejudicis, ni tan sols el seu fill ho sap.
Un dia la psicòloga suggereix Glòria que intenti normalitzar la seva vida i que vagi a una ONG que treballa amb portadors de sida perquè conegui gent que es trobi en la seva mateixa situació. Allí contacta amb la Vero, i ambdues lluiten per dur a terme una vida normal sense patir el rebuig de l'entorn.

## Repartiment
- Mercedes Sampietro:	Glòria
- Montse Germán:	Vero
- Pau Durà:	Xavier
- Aina Clotet:	Belén
- Roger Coma:	Rober
- Maria Pau Pigem:	Mònica
- Fèlix Pons: Pau
- Josep Maria Pou: Metge

## Nominacions
Fou nominada al Gaudí a la millor pel·lícula per a televisió.